# Anfímala
Anfímala (em grego: Ἀμφίμαλλα; romaniz.: Amphímalla, segundo Estrabão e Plínio) ou Amphimalion (Ἀμφιμάλιον, segundo Ptolomeu) foi uma antiga cidade da costa norte da ilha de Creta, Grécia situada na baía com o seu nome (em grego: Ἀμφιμαλὴς κόλπος, Amphimales kólpos).
A sua localização é incerta, mas geralmente considera-se que essa baía seria a de Suda ou, mais provavelmente, a de baía de Almirós (ou Armiro). John Pendlebury e os editores do “Barrington Atlas of the Greek and Roman World”, por exemplo, apoiam a última hipótese e colocam a cidade na extremidade sudoeste da baía de Almirós, onde se encontra atualmente a vila de Georgiópolis, na unidade regional de Chania.
A área de Georgiópolis foi povoada desde o período minoico. O sítio arqueológico a sul da vila é provavelmente Anfímala. A cidade foi um porto de Lapa e floresceu durante o Minoano Recente (séculos XVI a XII a.C.) e no período romano (a partir da segunda metade do século I a.C.) Grande parte dos achados arqueológicos ali encontrados encontram-se no Museu Arqueológico de Chania.